# Pascual Baylón
Pascual Baylón Yubero (Torrehermosa, Aragón, España, 16 de mayo de 1540-Villarreal, Castellón, España, 17 de mayo de 1592) fue un fraile franciscano. Es venerado como santo por la Iglesia católica con el nombre de san Pascual Bailón o Baylón. Es patrono de las obras, asociaciones y congresos eucarísticos, de las cocineras  y de la diócesis de Segorbe-Castellón. En toda la zona alicantina, principalmente en Orito, Monforte del Cid, Elche, Alicante, Almansa, Novelda, Aspe, Crevillente y la Vega Baja se guarda una gran veneración a san Pascual, y destaca la localidad de Villarreal, donde se celebran las fiestas patronales en su honor.

## Vida
Pascual nació el día de la Pascua de Pentecostés, de ahí su nombre. Hijo de Martín Baylón e Isabel Yubera, labradores del lugar. Hasta los siete años permaneció en su localidad natal, y a partir de los siete hasta los veinte vivió en Alconchel de Ariza (Zaragoza), viviendo con Martín García, un vecino del pueblo. Pascual se dedicó al pastoreo de las ovejas, y aprendió allí a leer y a escribir de manera autodidacta con la ayuda de biblias.
Posteriormente emigró al Reino de Valencia para trabajar a cargo de don Aparicio Martínez en Monforte del Cid (Alicante). 

### El milagro de la aparición de la Eucaristía

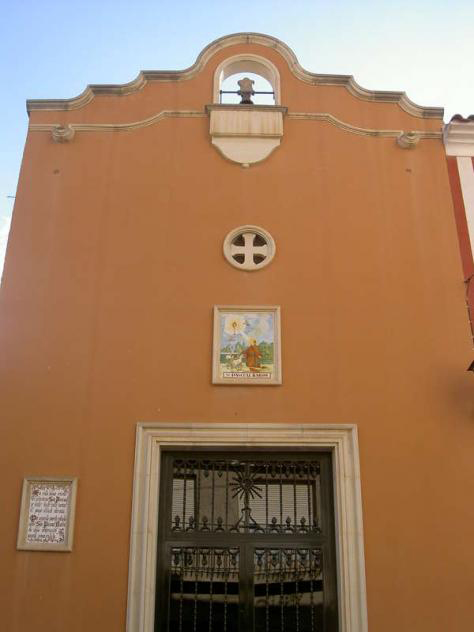
San Pascual vivió en Monforte, en lo que es hoy la Ermita de San Pascual, a escasos metros del ayuntamiento.

En la pedanía de Orito (Monforte del Cid), se encuentra la conocida "Ermita de la Aparición" donde san Pascual tuvo una visión de Jesucristo en la Eucaristía. Este hecho sirvió para que la Iglesia católica nombrara a san Pascual patrón de los congresos eucarísticos.

### Ingreso en los franciscanos
Tras el suceso conocido como "milagro de la aparición", pidió ingresar en la orden franciscana, en el convento de Nuestra Señora de Orito, en Orito, una pedanía de Monforte del Cid, famosa por la sencillez de los religiosos franciscanos alcantarinos que lo habitaban. Vistió los hábitos en 1564, en el convento ilicitano de San José y profesó en Orito el 2 de febrero de 1565. Habitó en el Convento de Santa Ana del Monte, en Jumilla (Murcia) del 1580 al 1583; en su estancia se conserva su celda, así como varios árboles plantados por él y otros recuerdos.

### Profesión de fe eucarística
Con una personalidad de asceta y místico, desarrolló su fe a través de la caridad fraterna, y defendió la presencia de Cristo en la Eucaristía de los ataques de los protestantes hugonotes cuando cruzó Francia como mensajero del provincial de su orden.[cita requerida]

### Milagros
Entre los milagros que se le atribuyen destacan la multiplicación del pan para los pobres, la curación de enfermos, el don de profecía y el que narra cómo de una piedra salió agua para unos pobres. La tradición popular afirma que muchas veces orando experimentaba tanta alegría que se ponía a bailar (por eso algunos creen que su apellido es un apodo por esta reacción característica).[cita requerida]
Tras una vida durante la que cultiva su espíritu con la oración, la escritura y realizando los más modestos trabajos de lego en varios conventos de la zona -llamada Provincia de San Juan Bautista-, murió en el convento alcantarino del Rosario en Villarreal, en donde fue hermano refitolero y limosnero, el 17 de mayo de 1592, también Pascua de Pentecostés. La leyenda dice que, tras su muerte, sucedió que, durante la Misa de réquiem, en el momento de la consagración, sus ojos se abrieron para adorar al Santísimo Sacramento.[cita requerida]

## Obras
San Pascual escribió dos devocionarios para su edificación personal, editados en 2000 con el título de Opúsculos de san Pascual Bailón. Uno de ellos fue regalado al rey Felipe VI y el otro se encuentra en la Basílica de San Pascual de Villarreal.[cita requerida]

## Patronazgo

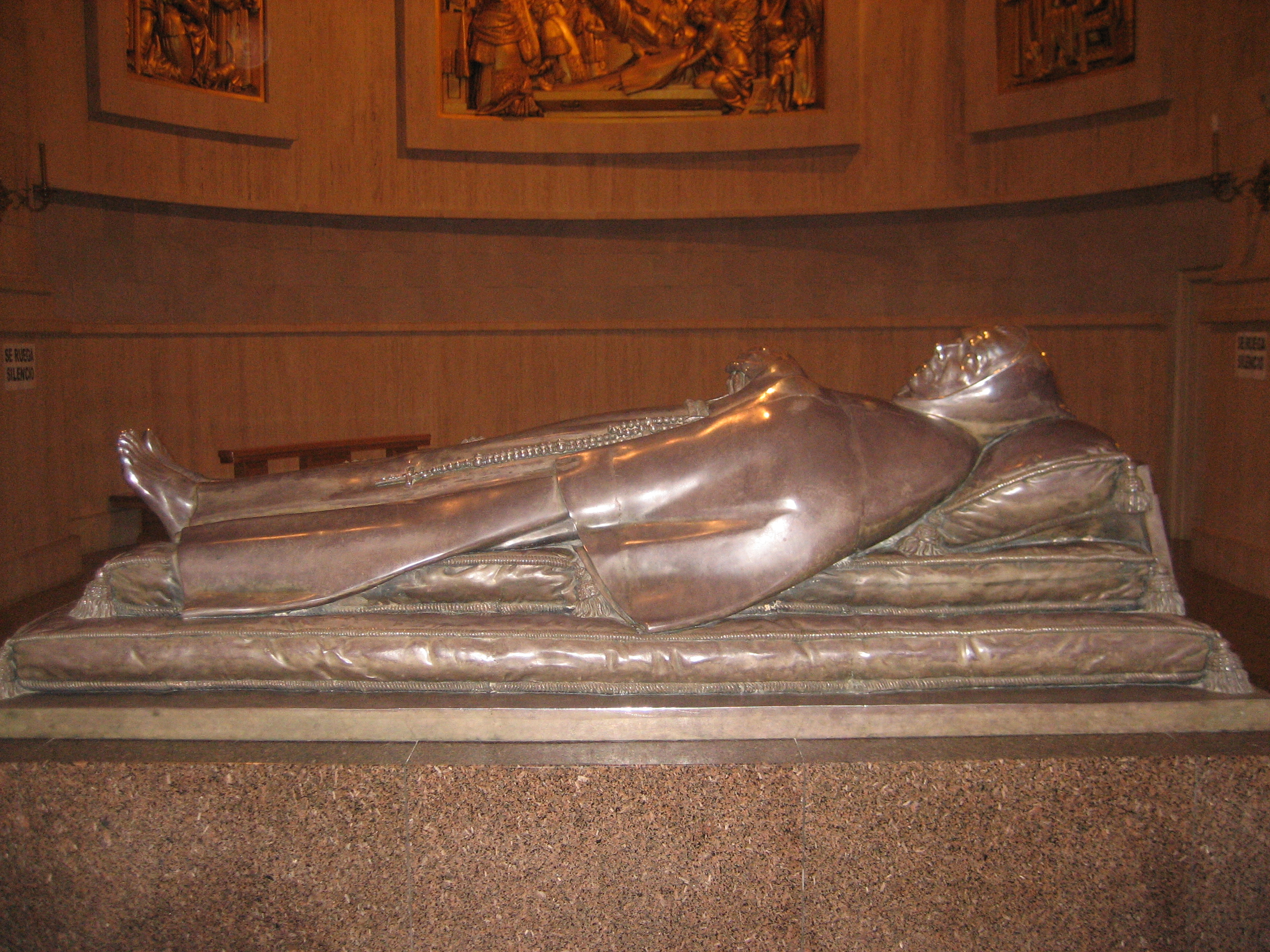
Sepulcro de san Pascual Baylón, en Villarreal.

Fue beatificado por el papa Paulo V el 19 de octubre de 1618 y canonizado por Alejandro VIII el 16 de octubre de 1690. Declarado patrono de todas las asociaciones y congresos eucarísticos por el papa León XIII el 28 de noviembre de 1897. Fue declarado patrono de la diócesis española de Segorbe-Castellón por el papa Juan XXIII el 12 de mayo de 1961. Es asimismo patrono de Villarreal, Torrehermosa, Pinos Puente, Alconchel de Ariza, Maranchón y otros lugares, y santo titular de muchos templos, parroquias y monasterios en el mundo entero siendo especialmente venerado en territorios de la antigua Corona de Aragón.
El rey de España Carlos II estableció en 1681 su patronato regio sobre la capilla de Villarreal donde reposaban los restos del santo.
El 17 de mayo de 1992, festividad de san Pascual Bailón y IV centenario de su muerte, el rey de España Juan Carlos I reinauguró la Real Capilla y presidió el traslado de los restos del santo a su nuevo sepulcro, obra del escultor Vicente Lloréns Poy. Estos restos son la parte que sobrevivió a las llamas tras el incendio de la basílica durante la Guerra Civil. Para proteger las cenizas del santo, ciudadanos de Villarreal fueron trasladando los restos a sus casas y algunos se quedaron pequeñas partes de las cenizas, que aún hoy no se han recuperado en su totalidad.

## Romería de san Pascual
Todos los años, en los días anteriores al 17 de mayo se viene celebrando en Orito la tradicional Romería de san Pascual, que tiene como punto de llegada el santuario sito en la montaña conocido como Cueva de san Pascual, en el mismo término de Orito. A esta histórica tradición suelen acudir cada año centenares de romeros de toda la Vega Baja y comarcas limítrofes. Se celebra una popular feria, con Misas y otros festejos en honor a san Pascual Bailón.
También acuden muchas personas de Villarreal en peregrinación hasta Torrehermosa y Alconchel de Ariza el mismo día 17 de mayo.

## Nueva España y la cocina de san Pascual
Desde la época virreinal en Nueva España las cocineras se han encomendado a san Pascual como santo protector de los fogones y de los accidentes en las cocinas. En la actualidad se ofrece el premio san Pascual Bailón a los mejores cocineros y hay refranes populares a manera de rezos al momento de cocinar como: San Pascual Baylón, báilame en este fogón. Tú me das la sazón y, yo te dedicó un danzón.

## En México
En la cinta El profe, protagonizada por Mario Moreno Cantinflas, es mencionado por el sacerdote del Romeral, aludiendo a su deseo de que llegue con bien de su viaje al pueblo.
Como patrono de las cocinas, se cree que se debe rezar a este santo para un buen guiso, algunos exvotos tienen la siguiente leyenda: “San Pascual Bailón, atiza mi fogón, y concédeme buena sazón”.[cita requerida]